# Phrynobatrachus parkeri
Phrynobatrachus parkeri és una espècie de granota que viu a la República Democràtica del Congo i, possiblement també, a la República del Congo i Sudan.